# Szalkszentmárton
Szalkszentmárton é um município da Hungria, situado no condado de Bács-Kiskun. Tem 82,08 km² de área e sua população em 2015 foi estimada em 2.752 habitantes.